# Kup europskih prvaka u rukometu 1988./89.
Ovo je 29. izdanje Kupa europskih prvaka u rukometu. Sudjelovalo je 28 momčadi. Nakon dva kruga izbacivanja igrale su se četvrtzavršnica, poluzavršnica i završnica. 

## Turnir

### Poluzavršnica
- SC Magdeburg -  SKA Minsk 26:25, 20:30
- HK Drott Halmstad -  Steaua Bukurešt 23:24, 22:29

### Završnica
- Steaua Bukurešt -  SKA Minsk 30:24, 23:37

- europski prvak:  SKA Minsk (drugi naslov)

## Vanjske poveznice
- Opširnije